# 遠山直景 (左衛門大夫)
遠山 直景（とおやま なおかげ、? - 天正15年（1587年）？）は、安土桃山時代の武将。後北条氏（以降、北条氏と略す）の家臣。遠山政景の子。氏政、氏直の2代に仕える。官途名は左衛門大夫。右衛門大夫とも伝わる。子に乙松、直勝、景吉。

## 経歴
父の政景が1580年に没すると家督を継ぐが、その7年後の1587年に死去したと伝わる。ただし、豊臣秀吉の小田原征伐の際に江戸城に拠っていたという説もあり、定かではない（一般的には江戸城は川村秀重が守備していたとされる。秀重は政景の弟、つまり直景の叔父。）。
直景が当主をしていた時期は、北条家の里見氏方面での争いは一種の安定期を迎えている。里見氏の当主里見義頼は北条氏と和睦をしていた（房相一和）。そのため、主にこの方面の柱石であった直景には、軍功などはほぼ残っていない。
遠山氏は江戸城代を代々勤めていたが、父の代に北条家一門の北条氏秀（上杉景虎とは別人説が出ている北条綱成の次男とされる人物）が江戸城代として入城するが、ほどなく逝去。氏秀の子である乙松が城代を継ぐが、これも早世する。その後は北条氏政が江戸を治めていた。
直景が家を継いでいたのは、この時期にあたる（氏秀逝去の前後）。江戸城代として正式な配置にあったかは不明。江戸城の支城であった葛西城の城主をしていた。直景が発行した伝馬手形が残り、江戸から葛西を経て房総方面にかけての地域を管轄していたことから、この一帯の支配を任されていたことが確認できる。また、氏政が担当していた千葉氏との外交の補佐をしていたとする説がある。
『遠山文書』天正10年には彼の伝馬手形において「葛西新宿」とあり、これが現在の東京都葛飾区にある新宿の初見である。